# Alexandre Édouard Baudrimont
Alexandre Édouard Baudrimont (* 25. Februar 1806 in Compiègne; † 24. März 1880 in Bordeaux) war ein französischer Chemiker.

## Leben
Baudrimont war der Sohn eines Straßen- und Brückeninspektors, ging mit zwölf Jahren in die Apothekerlehre und studierte ab 1823 Pharmazie in Paris. Ab 1825 studierte er zusätzlich Medizin und wurde 1831 in Medizin, wonach er niedergelassener Arzt in Valenciennes war, und 1834 in Pharmazie promoviert. Er studierte weiter Chemie mit dem Lizenziat 1839 und der Promotion 1847. Danach war er Assistent von Auguste Laurent an der Universität Bordeaux und wurde 1849 nach dessen Weggang dessen Nachfolger als Professor für Chemie in Bordeaux.
Baudrimont hatte breite Interessen, er befasste sich auch mit Geometrie, Physik, Medizin und Biologie und verfasste Bücher über die Baskische Sprache und die Basken sowie die Erromintxela.
Er entwickelte eine Theorie chemischer Verbindungen, über die er mit seinem Lehrer Laurent (und dessen Lehrer Jean-Baptiste Dumas) in Prioritätsstreit geriet.
Baudrimont stellte Natriumphosphid durch Umsetzung von Natrium mit Phosphorpentachlorid her, untersuchte Königswasser und war ein früher Vertreter der Gastheorie von Amedeo Avogadro.

## Schriften
- Traité de chimie générale et expérimentale, 1844 bis 1846
- Introduction à l’étude de la chimie par la théorie atomique, 1833
- Dictionnaire de l’industrie manufacturière, commerciale et agricole 1837
- Observations sur la constitution la plus intime des animaux, considérée aux points de vue de l’anatomie et de la physiologie générales 1850
- Histoire des Basques ou Escualdunais primitifs, restaurée d’après la langue, les caractères ethnologiques et les mœurs des Basques actuels 1854
- Notice sur la préparation de diverses boissons propres à remplacer le vin, 1855
- Vocabulaire de la langue des Bohémiens habitant les Pays basque français, 1862
- Recherches expérimentales et observations sur le choléra épidémique, 1866